# Woodland Hills (Kentucky)
Woodland Hills és una població dels Estats Units a l'estat de Kentucky. Segons el cens del 2000 tenia 657 habitants.

## Demografia
Segons el cens del 2000, Woodland Hills tenia 657 habitants, 284 habitatges, i 203 famílies. La densitat de població era de 1.102,9 habitants/km².
Dels 284 habitatges en un 25,4% hi vivien nens de menys de 18 anys, en un 59,9% hi vivien parelles casades, en un 8,1% dones solteres, i en un 28,5% no eren unitats familiars. En el 26,1% dels habitatges hi vivien persones soles el 10,2% de les quals corresponia a persones de 65 anys o més que vivien soles. El nombre mitjà de persones vivint en cada habitatge era de 2,31 i el nombre mitjà de persones que vivien en cada família era de 2,76.
Per edats la població es repartia de la següent manera: un 20,1% tenia menys de 18 anys, un 4,4% entre 18 i 24, un 25,9% entre 25 i 44, un 24,2% de 45 a 60 i un 25,4% 65 anys o més.
L'edat mediana era de 45 anys. Per cada 100 dones de 18 o més anys hi havia 87,5 homes.
La renda mediana per habitatge era de 59.904 $ i la renda mediana per família de 61.083 $. Els homes tenien una renda mediana de 42.250 $ mentre que les dones 30.156 $. La renda per capita de la població era de 27.897 $. Cap de les famílies i el 0,5% de la població estaven per davall del llindar de pobresa.

## Poblacions més properes
El següent diagrama mostra les poblacions més properes.